# História da arte ocidental

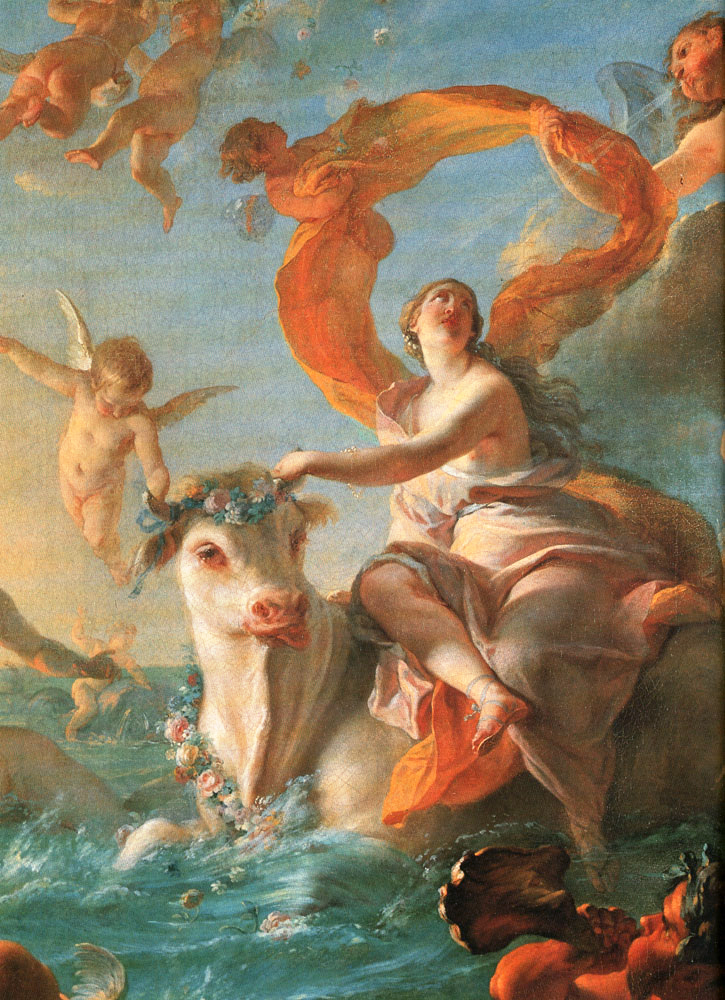
Enlèvement d'Europe de Nöel-Nicolas Coypel, c. 1726

A história da arte ocidental diz respeito ao estudo, registro e discussão do desenvolvimento da arte em sua manifestação na evolução da sociedade ocidental. Esta história apresenta diferenças significativas em relação à evolução da arte no mundo oriental. 
Os estudos que tradicionalmente se faziam sobre história da arte normalmente levavam em consideração apenas a evolução deste campo da arte devido ao eurocentrismo corrente no mundo ocidental. Este estudo, no entanto, ao se considerar a cultura ocidental como elemento fundamental da vida contemporânea, faz-se necessário a fim de se compreender o alcance da arte ao redor do mundo, recebendo influências e sendo influenciada por outros movimentos. Estudiosos como Giulio Carlo Argan, por exemplo, consideram a arte contemporânea um desdobramento da crise da arte enquanto ciência europeia.
Esta história pode ser considerada predominantemente restrita ao contexto europeu por mais de três milênios: o núcleo principal da arte ocidental permaneceu no continente europeu até meados do século XX, especialmente após a II Guerra Mundial, quando o eixo desloca-se dali para os Estados Unidos.

## Arte antiga
É na antiguidade que surgem os primeiros conceitos teóricos a respeito da sistematização e estudo das artes. Ainda que cubra um período bastante longo, destaca-se aí a formulação da estética clássica, reunindo as culturas grega e romana.
Durante praticamente toda a Antiguidade, a arte esteve bastante associada às necessidades formais dos rituais religiosos: as várias formas de produção artística (pintura, escultura, arquitetura), buscavam de alguma forma trazer para o mundo mortal os valores do mundo divino. Esta visão de arte é especialmente encontrada nos egípcios e babilônios. Os gregos e romanos, porém, ainda que cultivem esta necessidade, caminharão para uma arte com novos significados. A arte, para eles, tornar-se-á uma forma de humanismo.
Não existia a noção de perspectiva, que só foi (brevemente) desenvolvida pelos gregos, em um conceito chamado escorço, mas ainda não sistematizado (algo que será feito apenas no Renascimento). Desta forma, a pintura egípcia, por exemplo, caracterizou-se por propor uma realidade em suas pinturas que se mostrava não apenas bidimensional como simbólica: os personagens de maior importância, como os faraós, eram representados em uma escala bem maior que as demais figuras.

### Arte clássica: Grécia e Roma

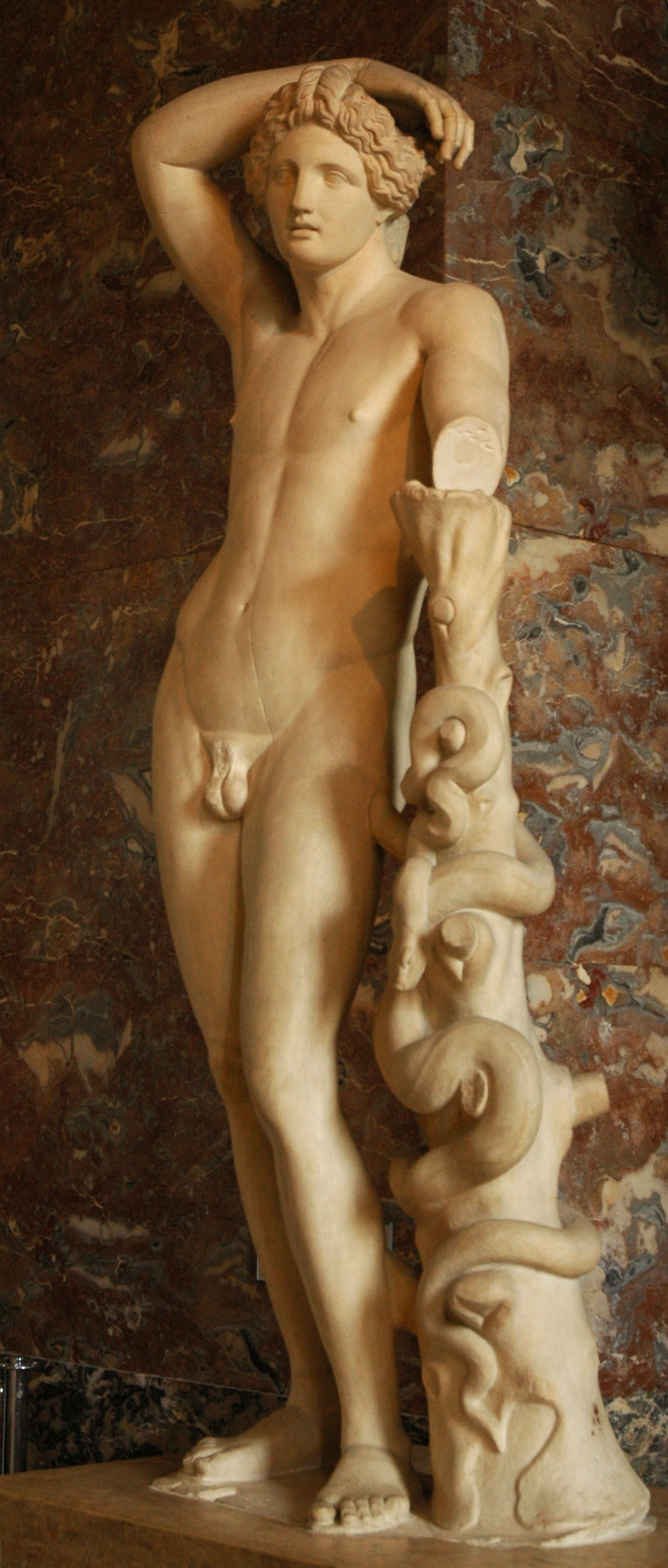
Estátua clássica

Os gregos são responsáveis pelo conceito de arte que permeará praticamente toda a produção ocidental durante mais de 2000 anos. A palavra grega para a arte é tekné, que também significa técnica ou ofício. Este conceito está associado à ideia de mímese, que considera que no mundo real, a manifestação artística deve representar a busca do ideal. O ideal, para os gregos, é representado pela Perfeição da Natureza, desta forma, a arte deve ser perfeita. Portanto, segundo o ponto de vista clássico, a arte é imitação da Natureza, mas não se resume a um simples retrato dela, mas à busca de uma Natureza ideal e universal. A busca deste ideal universal de Natureza é, para a arte clássica, a busca da Beleza universal, pois a Natureza, sendo perfeita, é bela. Não existe separação, segundo este ponto de vista, entre arte, ciência, matemática e filosofia: todo o conhecimento humano está voltado à busca da perfeição.
Os gregos são responsáveis também por uma série de avanços do ponto de vista técnico da produção artística. A arte grega por excelência foi a escultura: os gregos desenvolveram-na de forma impressionante, considerados os exemplares de outras culturas do mesmo período. A busca pelas relações naturais perfeitas levou também a que a estatuária grega estabelecesse determinados padrões de beleza que a tornavam, ainda que absolutamente naturalista, distante da realidade cotidiana. As proporções dos corpos humanos ideais seguiam normas rígidas, de forma que a produção escultórica fosse uma busca e uma consequência destes padrões: como exemplo, a altura do corpo masculino deveria possuir aproximadamente sete vezes e meia a altura da cabeça. Esta canonização chegou até os dias atuais principalmente pela preservação dos textos vitruvianos durante a Idade Média, mas é possível que tratados diversos possuíssem regras diferentes.

## Arte medieval

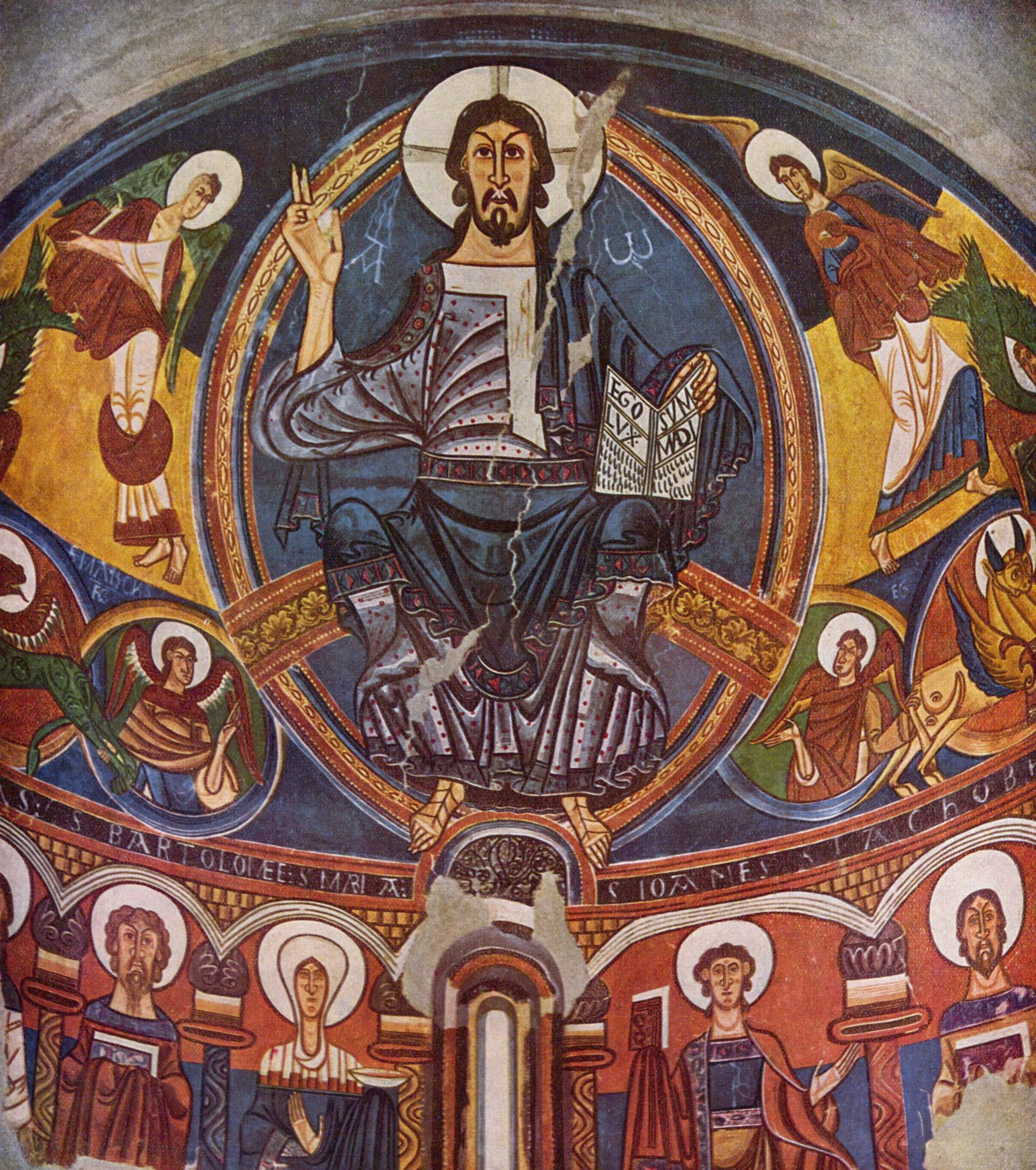
Pintura medieval: pedagógica, religiosa

Durante a Idade Média a arte esteve predominantemente comprometida com o projeto de difusão e propaganda do Cristianismo europeu. Durante este período, visto que a vasta maioria dos camponeses era iletrada, as artes visuais eram o principal método para comunicar as ideias religiosas aos fiéis, juntamente da apresentação de sermões. A Igreja Católica era uma das poucas instituições ricas o suficiente para remunerar a obra dos artistas, e portanto a maior parte das obras eram de natureza religiosa (condicionando o que se conhece por arte sacra).
Desde a queda do Império Romano, muitas das técnicas artísticas desenvolvidas na Grécia Antiga foram perdidas, o que levou a pintura medieval a ser predominantemente bidimensional. Como não havia nenhuma noção de perspectiva na produção artística do período, as personagens retratadas eram pintadas maiores ou menores de acordo com sua importância e seu simbolismo e não de acordo com sua posição relativa à tela e ao olho do observador. Ao lado da pintura, a tapeçaria era a mais importante forma de arte medieval: as peças de tapeçaria eram elementos necessários para manter o calor interno dos castelos no inverno (os quais eram construídos predominantemente com pedra). A mais famosa tapeçaria medieval é o ciclo conhecido como A senhora e o unicórnio.
As duas principais manifestações arquitetônicas (principalmente relacionadas à construção de catedrais) eram o românico (até meados do século XII) e o gótico (de meados do século XII em diante). Apesar de ambas serem normalmente associadas a diferentes períodos históricos, elas nunca deixaram de ser construídas e eventualmente manifestavam-se paralelamente. Destaca-se também a formação das corporações de ofícios, especialmente durante o período do Renascimento comercial, reunindo artesãos que detinham o monopólio do conhecimento prático de determinado assunto.
Vale ressaltar que o povo durante a Idade Média não possuía o hábito da leitura, visto que eram poucos aqueles que tinham acesso à escrita e que podiam ler. Portanto, as artes visuais foram um dos principais meios encontrados pela Igreja Católica de passar para a sociedade os valores do cristianismo.
A maioria dos artistas medievais eram anônimos e o trabalho coletivo era bastante comum. Além disso, é difícil identificar artistas individuais no período.

## O Renascimento

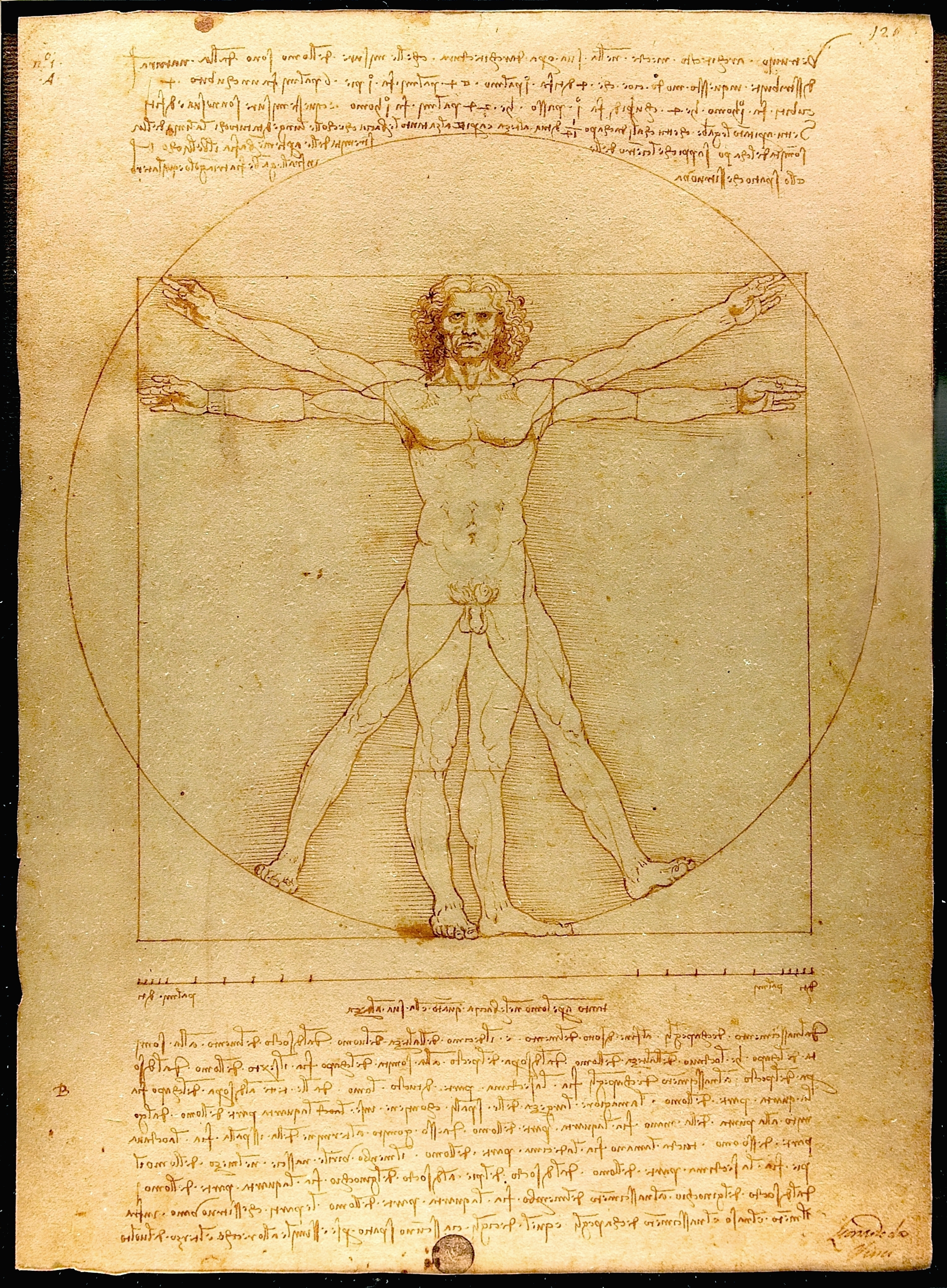
O homem vitruviano de Leonardo da Vinci é o símbolo do espírito humanista da Renascença. A arte do período reflete as características do desenho: classicismo, razão e simetria.

Durante a Idade Média europeia, as pinturas e esculturas tendiam a focalizar a religião, mais especialmente o Cristianismo. À medida que a Renascença emerge, porém, o foco dos artistas descola-se para o passado clássico, buscando influências na Grécia e Roma antigas, levando a profundas mudanças tanto nos aspectos técnicos quanto nos motivos e temáticas da pintura e escultura. Os pintores, então, passam a aumentar o realismo de seus trabalhos usando as novas técnicas da perspectiva (recém-redescoberta e bastante desenvolvida), representando mais autenticamente as três dimensões. A manipulação da luz e sombra, como o contraste de tom evidente nos trabalhos de Ticciano, foi aprimorada com as técnicas do chiaroscuro e do sfummato desenvolvidas por Leonardo da Vinci. Os escultores, também, redescobriram muitas técnicas antigas como o contrapposto.
Seguindo o espírito humanista do período, a arte tornou-se mais laica em suas temáticas, buscando motivos na mitologia clássica em adição aos temas cristãos. Este gênero de arte costuma ser chamado de classicismo renascentista. Os três mais influentes artistas renascentistas são Leonardo da Vinci, Michelangelo Buonarroti e Rafael Sânzio, pertencentes à Renascença italiana.
Outra figura igualmente importante mas menos conhecida do Renascimento (neste caso, da renascença flamenca) é Jan van Eyck, pintor neerlandês.
Períodos relevantes
- Renascimento italiano. Final do século XIV até meados do século XVI
- Renascimento flamengo. século XVI
- Renascimento francês.

## Maneirismo e barroco
Artigos principais: Maneirismo, barroco"

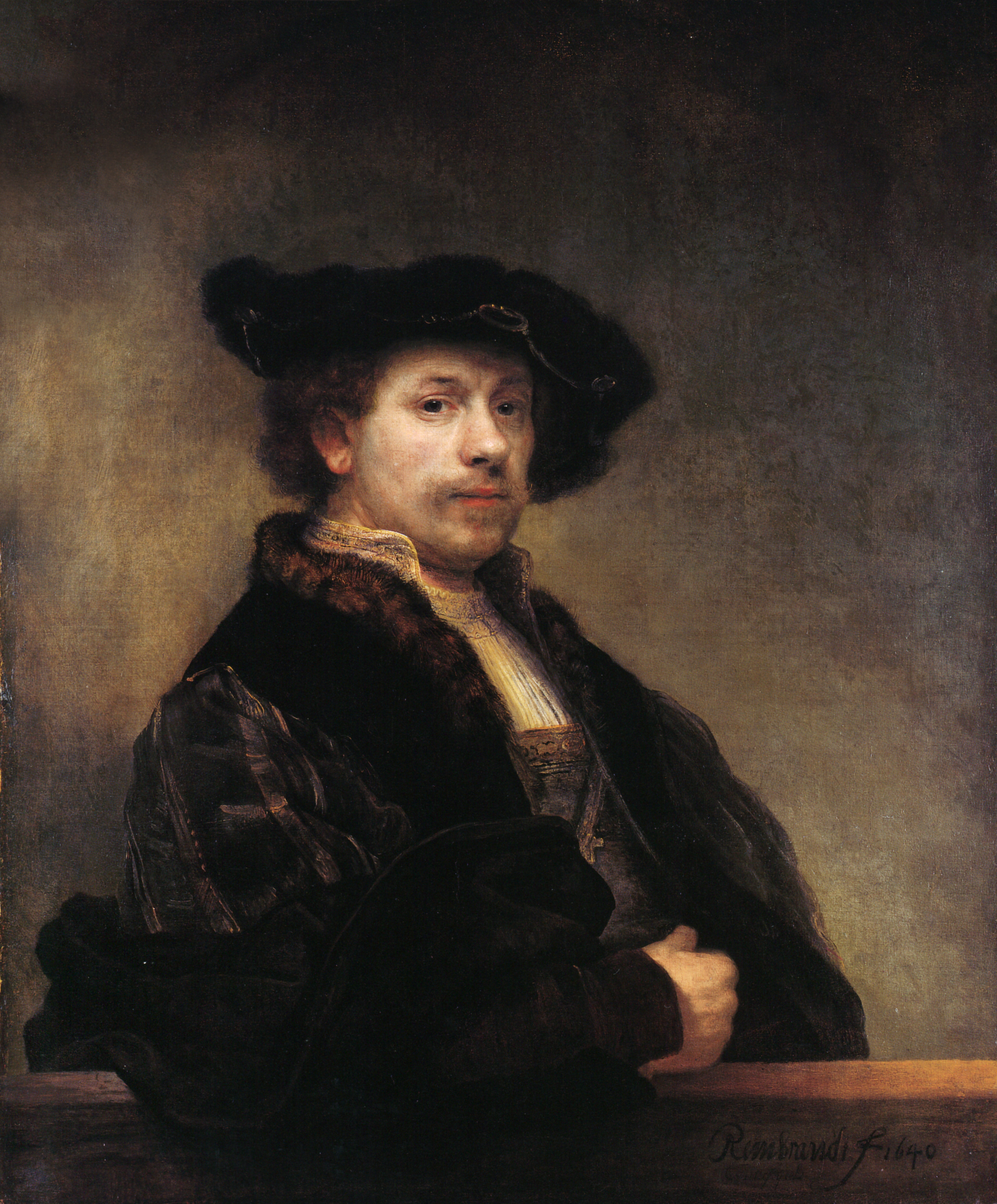
Retrato de Rembrandt.

Na arte europeia, o classicismo renascentista desmembrou-se em dois movimentos diferentes: o maneirismo e o barroco. O primeiro, uma reação contra a perfeição idealista do classicismo, empregou a distorção da luz e dos espaços da obra a fim de enfatizar seu conteúdo emocional e as emoções do artista. A arte barroca levou o representacionismo da Renascença para novos patamares, enfatizando detalhes e movimento na sua busca pela beleza. Talvez os mais conhecidos pintores barrocos sejam Rembrandt, Peter Paul Rubens e Diego Velázquez.
A arte barroca é frequentemente vista como parte da estratégia católica da Contrarreforma: o elemento artístico do revivescimento da vida espiritual na Igreja Católica. Além disso, a ênfase que a arte barroca deu à grandiosidade é vista como um reflexo do Absolutismo. Luís XIV disse: "Eu sou a grandiosidade encarnada", e muitos artistas barrocos serviram aos reis procurando por esse mesmo objetivo. Entretanto o amor barroco pelo detalhe é com frequência considerado como resultando em um excessivo ornamentalismo e, de certa forma, vulgar, especialmente quando o barroco evolui para o estilo decorativo do barroco. Após a morte de Luís XIV, o barroco floresceu por um curto período, decaindo em seguida. Com efeito, a aversão à ornamentação excessiva do barroco foi o ímpeto para o advento do neoclassicismo.
Períodos relevantes
- Maneirismo. século XVI.
- Barroco. Do século XVII até meados do século XVIII.
- Rococó. meados do século XVIII.

## Neoclassicismo, romantismo, academicismo, realismo
Artigos principais: Neoclassicismo, romantismo, academicismo, realismo

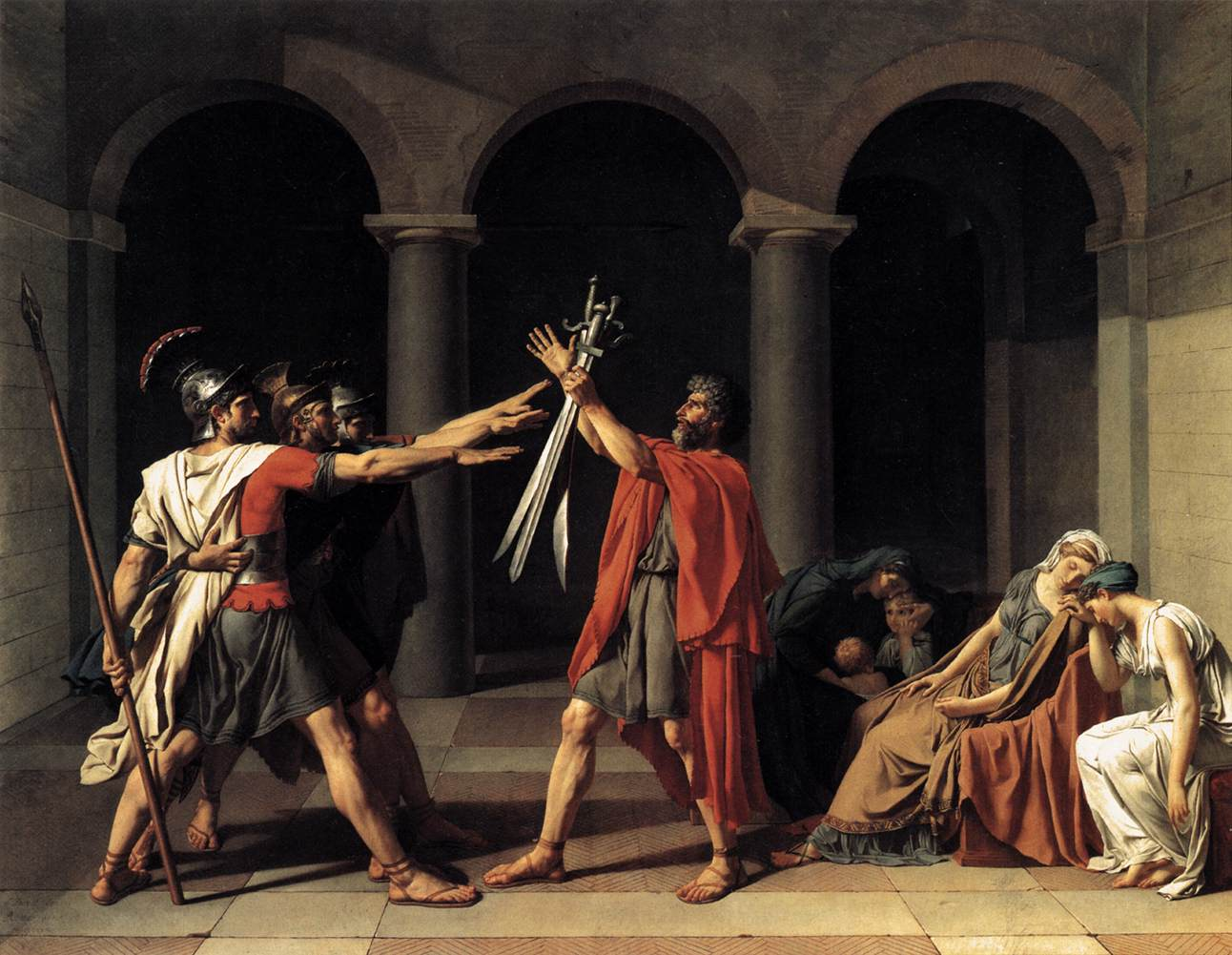
O Juramento dos Horácios, obra de
Jacques-Louis David um pintor neoclassicista paradigmático

À medida que o tempo passava, muitos artistas colocaram-se contrários ao ornamentalismo dos estilos anteriores e buscaram a arte anterior, mais simples, do Renascimento, formando o que ficou conhecido por neoclassicismo. O neoclássico foi o componente artístico do movimento intelectual conhecido por Iluminismo, o qual era igualmente idealista. Ingres, Canova e Jacques-Louis David estão entre os mais conhecidos neoclássicos.
Da mesma maneira que o maneirismo rejeitava o classicismo, o romantismo rejeitava as ideias iluministas e a estética neoclássica. A arte romântica enfocava o uso da cor e do gesto a fim de retratar a emoção, mas, como o classicismo, usava a mitologia clássica e a tradição como uma importante fonte de simbolismo. Outro importante aspecto do romantismo foi sua ênfase na natureza e no retrato do poder e da beleza do mundo natural, sempre idealizados de acordo com um eu. O romantismo foi também um grande movimento literário, especialmente na poesia. Entre os maiores artistas românticos estão Eugène Delacroix, Francisco Goya, e William Blake.

A Liberdade Guiando o Povo, de Eugène Delacroix, é um dos quadros mais famosos do Romantismo.

Muitos artistas deste período tenderam a apresentar uma posição centralizadora que levou-os a adotar simultaneamente características diferentes dos estilos romântico e neoclássico, de forma a sintetizá-los. As várias tentativas tomaram lugar na Academia Francesa, e coletivamente são reunidas na arte acadêmica. Considera-se que William-Adolphe Bouguereau encabece esta tendência da arte.
No início do século XIX, porém, a feição da Europa tornou-se radicalmente alterada pela industrialização. A pobreza, miséria e desespero estavam para ser o destino do novo proletariado criado pela "revolução". Em resposta a estas mudanças acontecendo na sociedade, surgiu o movimento realista. O realismo procurou retratar acuradamente as condições e dificuldades das classes populares na esperança de alterar a sociedade. Para o movimento, o artista deve representar o seu tempo, sem no entanto tomar um partido definido: deve retratar os pontos que considerar adequados, denunciando-os à sociedade. Em contraste com os românticos, que eram essencialmente otimistas com o destino humano, o realismo retratou a vida nas profundidades de uma terra urbana sem ordem. Como o romantismo, desenvolveu-se também como um movimento literário. Entre os grandes pintores realistas estão Gustave Courbet e Edouard Manet (este abre caminho para o impressionismo).
É interessante notar que, embora o neoclassicismo tenha sido deixado para trás quando do advento dos novos estilos, ele continuou a existir pontualmente e, em certos lugares, a arquitetura neoclássica perdurou até o início do século XX.
Períodos relevantes
- Neoclassicismo. De meados do século XVIII até o início do século XIX (embora continue se manifestando pontualmente durante todo o século)
- Romantismo. Fins do século XVIII até meados do século XIX.
- Realismo. Meados do século XIX.

## Impressionismo, pós-impressionismo
Artigos principais: Impressionismo, Pós-impressionismo

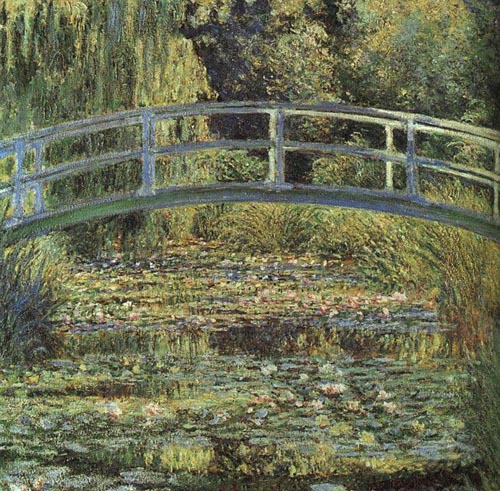
O impressionismo de Claude Monet.

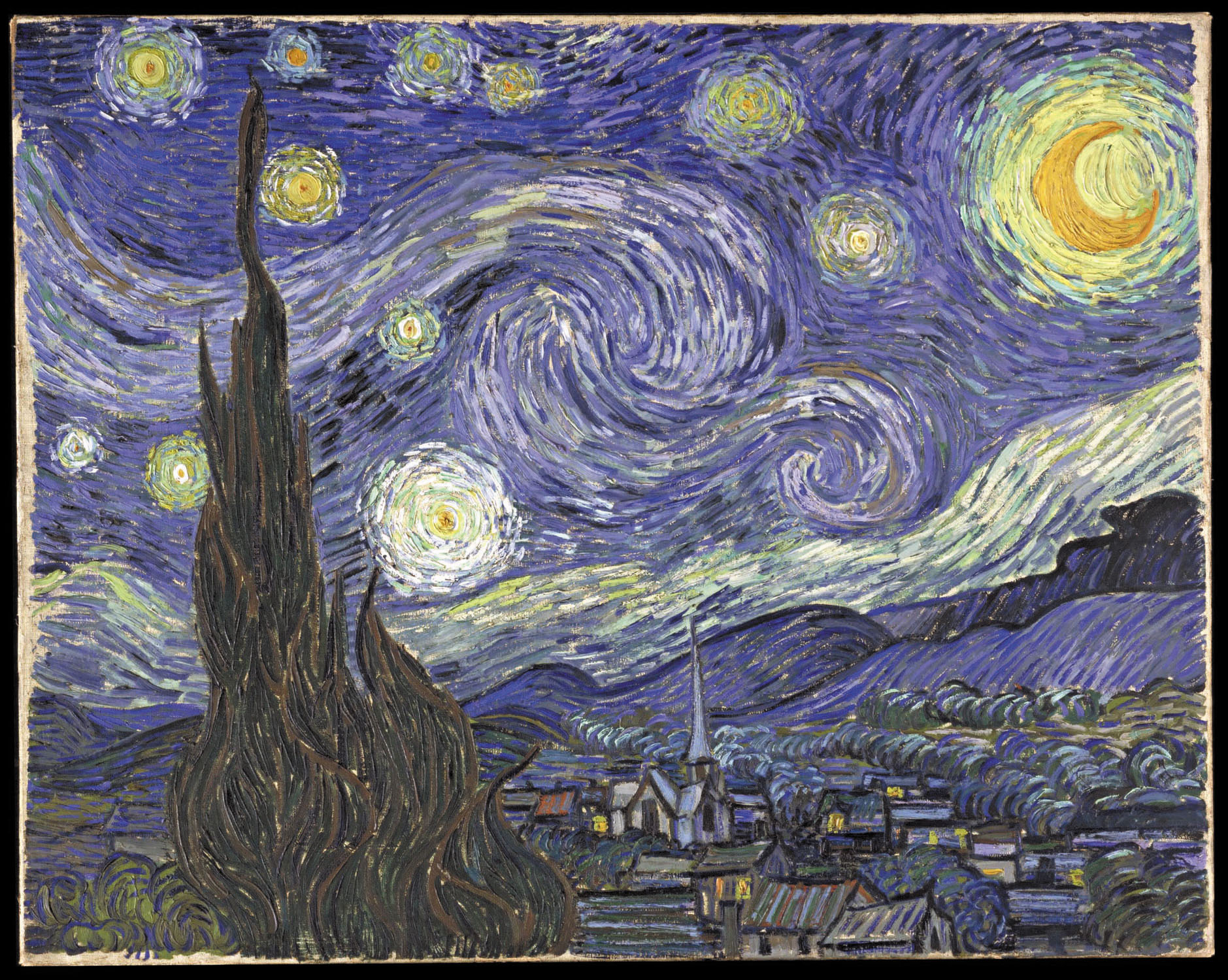
Van Gogh representa uma das tendências do Pós-impressionismo.

Surgindo da ética naturalista do realismo, mas ao mesmo tempo afastando-se dela, cresceu um grande movimento artístico: o impressionismo. A fotografia surge tomando o lugar da pintura de retratos e os artistas se voltaram para a busca do elemento fundamental da pintura, a se destacar da fotografia. Acharam-no na luz e no movimento. Os impressionistas foram os pioneiros no uso da luz na pintura como forma de capturar a vida como vista pelos olhos humanos. Edgar Degas, Edouart Manet, Claude Monet, Camille Pissarro e Pierre-Auguste Renoir estavam todos envolvidos com o movimento impressionista.
Buscando novas formas de expressão ou de diálogo com a realidade, surgiram artistas que, embora com uma origem impressionista, destacaram-se do movimento, prevendo o advento do moderno. Genericamente chamados de pós-impressionistas, os integrantes deste grupo (que não possuía qualquer ligação formal, sendo que muitas vezes eram desconhecidos uns dos outros) incluíam Vincent van Gogh, Paul Gauguin e Paul Cézanne.

## Arte moderna
Embora a conceituação da arte moderna seja complicada (dependendo do ponto de vista, ela pode abarcar períodos e movimentos diversos), costuma haver um consenso de que ela está estritamente relacionada com as vanguardas artísticas que se proliferaram no início do século XX, consideradas como um desdobramento da obra do trio Van Gogh-Gauguin-Cezànne. De qualquer forma, a ideia de moderno está em geral relacionada com uma nova forma de lidar com o problema estético, repudiando as regras da tradição e buscando o "espírito da época". Por causa disto, os vários movimentos ditos modernos são, muitas vezes, antagônicos.
Seguindo os impressionistas vieram os fauves, às vezes considerado como o primeiro gênero "moderno" da arte. Assim como os impressionistas revolucionaram o uso da luz, também os fauves o fizeram com a cor, ao repensá-la enquanto expressão. Após o fovismo, a arte moderna começou a se desenvolver em todas as formas, indo do expressionismo (preocupado na evocação da emoção através de trabalhos objetivos de arte) ao cubismo (repensando o espaço bidimensional e sua relação com o espaço tridimensional) e ao abstracionismo. Estas novas formas de arte aumentaram os limites das noções tradicionais do que é "arte" e correspondiam às mudanças similares que aconteciam na sociedade humana, na tecnologia e no pensamento.
O surrealismo é normalmente classificado como uma forma de arte moderna. Porém, os próprios surrealistas se propuseram o estudo do surrealismo como uma nova era na história da arte, dizendo que aquela noção (surrealismo enquanto uma das faces da arte do período) simplificava demasiadamente a complexidade do movimento (que não deveria ser um movimento artístico), não mostraria adequadamente a relação do surrealismo com a estética e falsamente o caracterizaria como um movimento restrito a um determinado período. Os surrealistas estavam preocupados com a escrita automática do ser humano, reveladora de seu subconsciente.
Outras formas de arte moderna (algumas das quais relacionam-se com a arte contemporânea) incluem:
- Dadaísmo
- Futurismo
- Construtivismo
- Expressionismo abstrato

## Arte contemporânea
Ainda que o eixo cultural internacional continue sendo predominantemente ocidental, tendo em Nova Iorque e Paris suas capitais tradicionais, a arte praticada nos últimos 50 anos tem, em geral rompido com este limite: a arte praticada no Oriente, na África e outros locais tem ganho mais destaque. Desta forma, a arte deixa de estar limitada aos conceitos ocidentais tradicionais, incorporando novas culturas e afastando-a cada vez mais da ideia de uma "tradição artística vernácula". Há, porém, diversos críticos que alegam que, ainda que exista uma aparente internacionalização da cultura, o ideário ocidental continua sendo vendido como modelo, e tudo o que for estrangeiro é vendido (e consumido) como "exótico".
Entre os movimentos da arte contemporânea que se destacam estão:
- Minimalismo
- Pop art
- Arte conceitual